# Europamästerskapet i handboll för damer 2006
Europamästerskapet i handboll för damer 2006 spelades i Göteborg, Malmö, Skövde och Stockholm i Sverige mellan den 7 och 17 december 2006 och var den sjunde EM-turneringen som avgjordes för damer.
Norge vann turneringen efter finalseger mot Ryssland med 27-24 på Hovet i Stockholm, medan Frankrike tog bronset efter seger mot Tyskland med 29-25.

## Deltagande lag
| Grupp A    | Grupp B   | Grupp C  | Grupp D       |
| ---------- | --------- | -------- | ------------- |
| Makedonien | Norge     | Kroatien | Danmark       |
| Serbien    | Polen     | Ryssland | Frankrike     |
| Ungern     | Slovenien | Sverige  | Nederländerna |
| Österrike  | Tyskland  | Ukraina  | Spanien       |

## Spelplatser
- Arena Skövde i Skövde (Grupp A)
- Scandinavium i Göteborg (Grupp B och Grupp I)
- Hovet i Stockholm (Grupp C, Grupp II samt slutspelet)
- Baltiska hallen i Malmö (Grupp D)

## Gruppspel

### Grupp A

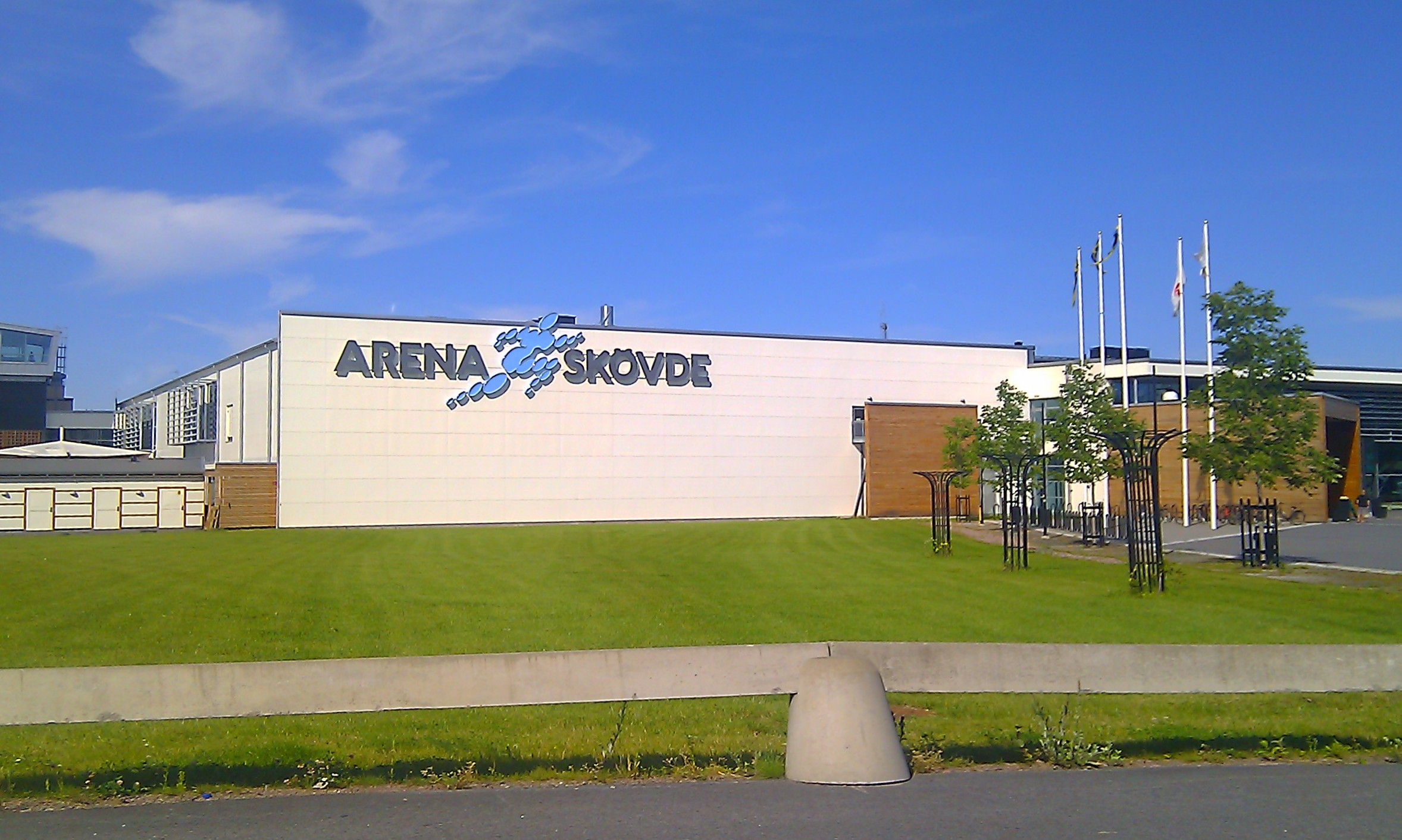
Grupp A spelades i Arena Skövde i Skövde

Not: S = Spelade matcher, V = Vinster, O = Oavgjorda matcher, F = Förluster, GM = Gjorda mål, IM = Insläppta mål, MS = Målskillnad, P = Poäng
| Lag        | S | V | O | F | GM  | IM | MS  | P |
| ---------- | - | - | - | - | --- | -- | --- | - |
| Ungern     | 3 | 3 | 0 | 0 | 107 | 72 | +35 | 6 |
| Österrike  | 3 | 2 | 0 | 1 | 83  | 94 | −11 | 4 |
| Makedonien | 3 | 1 | 0 | 2 | 72  | 81 | −9  | 2 |
| Serbien    | 3 | 0 | 0 | 3 | 77  | 92 | −15 | 0 |

| Datum       | Spelplats |            |            | Resultat | Typ av match |
| ----------- | --------- | ---------- | ---------- | -------- | ------------ |
| 7 december  | Skövde    | Serbien    | Makedonien | 23 – 25  | Gruppspel    |
| 7 december  | Skövde    | Ungern     | Österrike  | 42 – 23  | Gruppspel    |
| 8 december  | Skövde    | Österrike  | Serbien    | 32 – 27  | Gruppspel    |
| 8 december  | Skövde    | Makedonien | Ungern     | 22 – 30  | Gruppspel    |
| 10 december | Skövde    | Österrike  | Makedonien | 28 – 25  | Gruppspel    |
| 10 december | Skövde    | Ungern     | Serbien    | 35 – 27  | Gruppspel    |

### Grupp B

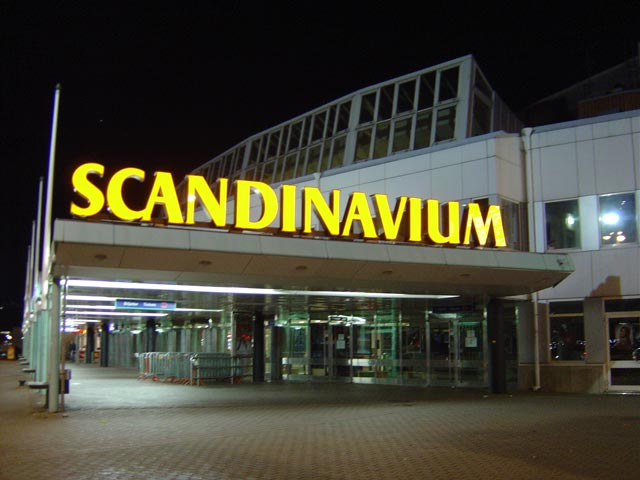
Grupp B spelades i Scandinavium i Göteborg

Not: S = Spelade matcher, V = Vinster, O = Oavgjorda matcher, F = Förluster, GM = Gjorda mål, IM = Insläppta mål, MS = Målskillnad, P = Poäng
| Lag       | S | V | O | F | GM  | IM  | MS  | P |
| --------- | - | - | - | - | --- | --- | --- | - |
| Norge     | 3 | 3 | 0 | 0 | 102 | 63  | +39 | 6 |
| Tyskland  | 3 | 2 | 0 | 1 | 83  | 77  | +6  | 4 |
| Polen     | 3 | 1 | 0 | 2 | 75  | 92  | −17 | 2 |
| Slovenien | 3 | 0 | 0 | 3 | 80  | 108 | −28 | 0 |

| Datum       | Spelplats |           |           | Resultat | Typ av match |
| ----------- | --------- | --------- | --------- | -------- | ------------ |
| 7 december  | Göteborg  | Tyskland  | Polen     | 30 – 20  | Gruppspel    |
| 7 december  | Göteborg  | Norge     | Slovenien | 43 – 20  | Gruppspel    |
| 8 december  | Göteborg  | Slovenien | Tyskland  | 30 – 31  | Gruppspel    |
| 8 december  | Göteborg  | Polen     | Norge     | 21 – 32  | Gruppspel    |
| 10 december | Göteborg  | Slovenien | Polen     | 30 – 34  | Gruppspel    |
| 10 december | Göteborg  | Norge     | Tyskland  | 27 – 22  | Gruppspel    |

### Grupp C

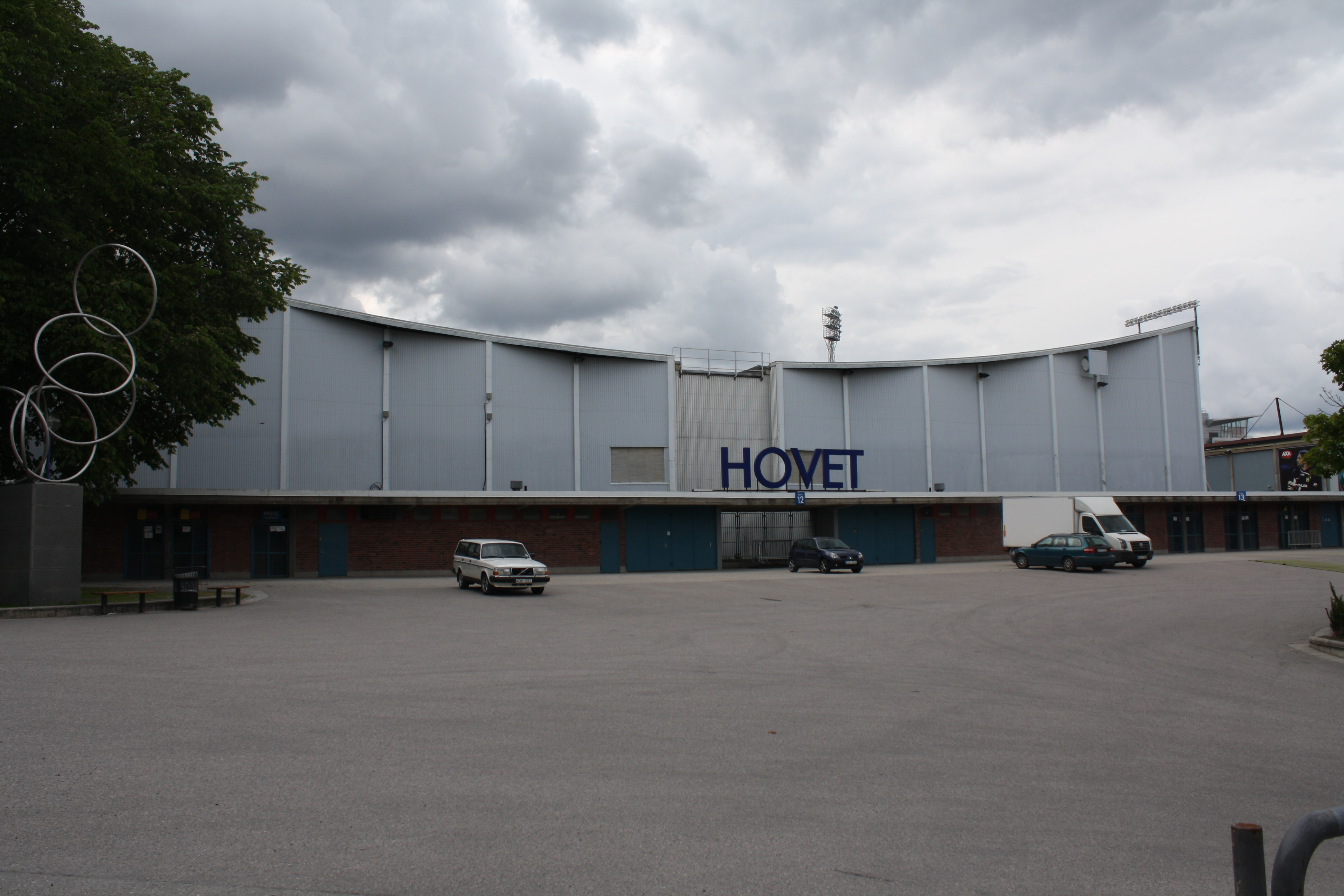
Grupp C spelades i Hovet i Stockholm

Not: S = Spelade matcher, V = Vinster, O = Oavgjorda matcher, F = Förluster, GM = Gjorda mål, IM = Insläppta mål, MS = Målskillnad, P = Poäng
| Lag      | S | V | O | F | GM | IM | MS  | P |
| -------- | - | - | - | - | -- | -- | --- | - |
| Ryssland | 3 | 3 | 0 | 0 | 97 | 69 | +28 | 6 |
| Kroatien | 3 | 2 | 0 | 1 | 67 | 70 | −3  | 4 |
| Sverige  | 3 | 1 | 0 | 2 | 57 | 69 | −12 | 2 |
| Ukraina  | 3 | 0 | 0 | 3 | 73 | 86 | −13 | 0 |

| Datum       | Spelplats |          |          | Resultat | Typ av match |
| ----------- | --------- | -------- | -------- | -------- | ------------ |
| 7 december  | Stockholm | Ryssland | Kroatien | 27 – 22  | Gruppspel    |
| 7 december  | Stockholm | Ukraina  | Sverige  | 18 – 22  | Gruppspel    |
| 9 december  | Stockholm | Kroatien | Ukraina  | 24 – 23  | Gruppspel    |
| 9 december  | Stockholm | Sverige  | Ryssland | 15 – 30  | Gruppspel    |
| 10 december | Stockholm | Ryssland | Ukraina  | 40 – 32  | Gruppspel    |
| 10 december | Stockholm | Kroatien | Sverige  | 21 – 20  | Gruppspel    |

### Grupp D

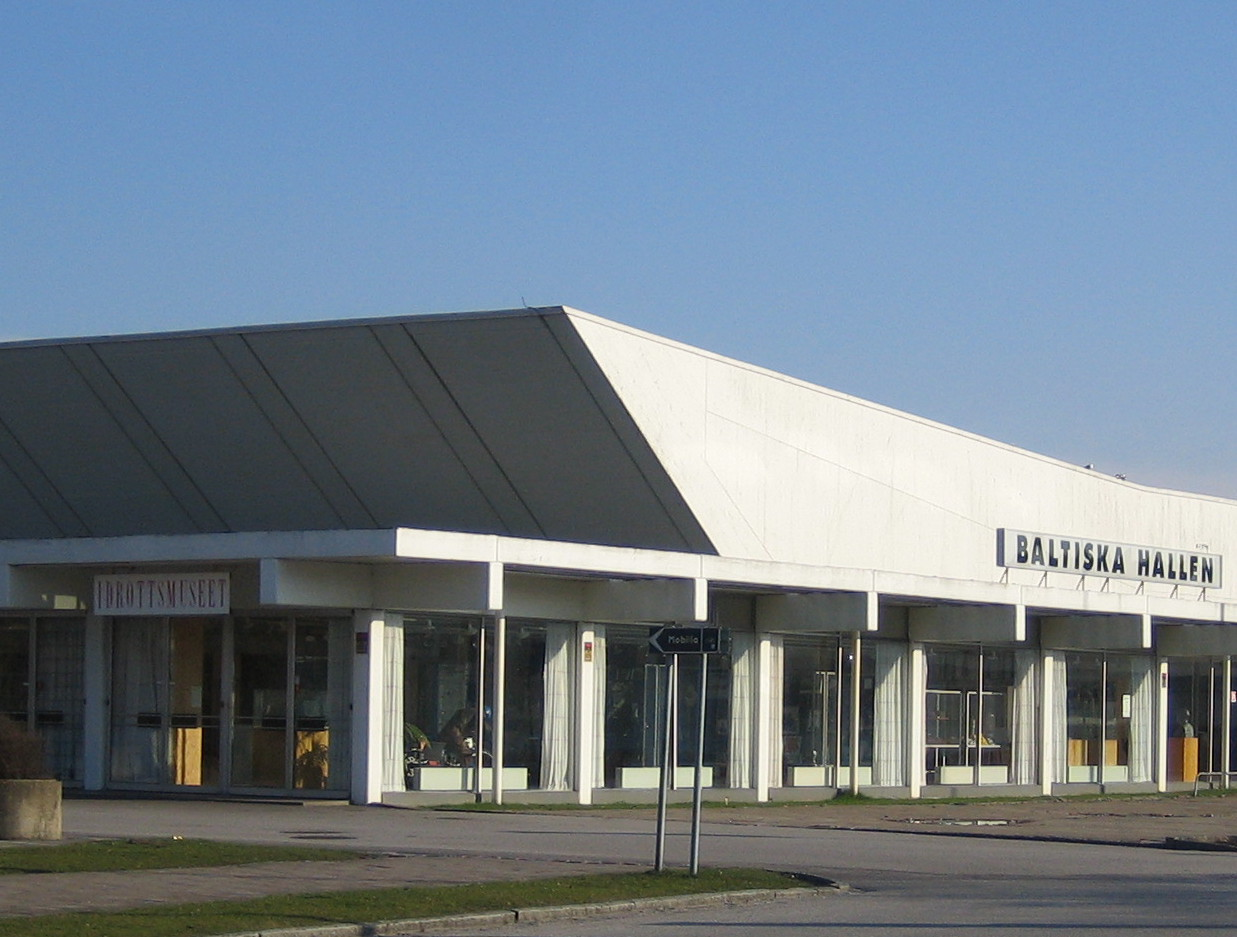
Grupp D spelades i Baltiska hallen i Malmö

Not: S = Spelade matcher, V = Vinster, O = Oavgjorda matcher, F = Förluster, GM = Gjorda mål, IM = Insläppta mål, MS = Målskillnad, P = Poäng
| Lag           | S | V | O | F | GM | IM | MS  | P |
| ------------- | - | - | - | - | -- | -- | --- | - |
| Spanien       | 3 | 2 | 0 | 1 | 78 | 67 | +11 | 4 |
| Frankrike     | 3 | 2 | 0 | 1 | 76 | 74 | +2  | 4 |
| Danmark       | 3 | 2 | 0 | 1 | 77 | 71 | +6  | 4 |
| Nederländerna | 3 | 0 | 0 | 3 | 65 | 84 | −19 | 0 |

| Inbördes möten avgör placering när tre lag hamnar på samma poäng. |

| Datum       | Spelplats |               |               | Resultat | Typ av match |
| ----------- | --------- | ------------- | ------------- | -------- | ------------ |
| 7 december  | Malmö     | Spanien       | Nederländerna | 26 – 16  | Gruppspel    |
| 7 december  | Malmö     | Danmark       | Frankrike     | 20 – 24  | Gruppspel    |
| 9 december  | Malmö     | Frankrike     | Spanien       | 24 – 28  | Gruppspel    |
| 9 december  | Malmö     | Nederländerna | Danmark       | 23 – 30  | Gruppspel    |
| 10 december | Malmö     | Danmark       | Spanien       | 27 – 24  | Gruppspel    |
| 10 december | Malmö     | Frankrike     | Nederländerna | 28 – 26  | Gruppspel    |

## Mellanrundan

### Grupp I
Not: S = Spelade matcher, V = Vinster, O = Oavgjorda matcher, F = Förluster, GM = Gjorda mål, IM = Insläppta mål, MS = Målskillnad, P = Poäng
| Lag        | S | V | O | F | GM  | IM  | MS  | P  |
| ---------- | - | - | - | - | --- | --- | --- | -- |
| Norge      | 5 | 5 | 0 | 0 | 160 | 111 | +49 | 10 |
| Tyskland   | 5 | 4 | 0 | 1 | 143 | 116 | +27 | 8  |
| Ungern     | 5 | 3 | 0 | 2 | 167 | 134 | +33 | 6  |
| Polen      | 5 | 2 | 0 | 3 | 130 | 156 | −26 | 4  |
| Österrike  | 5 | 1 | 0 | 4 | 121 | 173 | −52 | 2  |
| Makedonien | 5 | 0 | 0 | 5 | 113 | 144 | −31 | 0  |

| Datum       | Spelplats |            |          | Resultat | Typ av match |
| ----------- | --------- | ---------- | -------- | -------- | ------------ |
| 12 december | Göteborg  | Makedonien | Polen    | 33 – 35  | Mellanrundan |
| 12 december | Göteborg  | Ungern     | Tyskland | 27 – 34  | Mellanrundan |
| 12 december | Göteborg  | Österrike  | Norge    | 24 – 39  | Mellanrundan |
| 13 december | Göteborg  | Ungern     | Polen    | 37 – 21  | Mellanrundan |
| 13 december | Göteborg  | Österrike  | Tyskland | 22 – 34  | Mellanrundan |
| 13 december | Göteborg  | Makedonien | Norge    | 13 – 28  | Mellanrundan |
| 14 december | Göteborg  | Österrike  | Polen    | 24 – 33  | Mellanrundan |
| 14 december | Göteborg  | Makedonien | Tyskland | 20 – 23  | Mellanrundan |
| 14 december | Göteborg  | Ungern     | Norge    | 31 – 34  | Mellanrundan |

### Grupp II
Not: S = Spelade matcher, V = Vinster, O = Oavgjorda matcher, F = Förluster, GM = Gjorda mål, IM = Insläppta mål, MS = Målskillnad, P = Poäng
| Lag       | S | V | O | F | GM  | IM  | MS  | P  |
| --------- | - | - | - | - | --- | --- | --- | -- |
| Ryssland  | 5 | 5 | 0 | 0 | 145 | 112 | +33 | 10 |
| Frankrike | 5 | 3 | 0 | 2 | 122 | 117 | +5  | 6  |
| Sverige   | 5 | 2 | 0 | 3 | 109 | 120 | −11 | 4  |
| Kroatien  | 5 | 2 | 0 | 3 | 117 | 120 | −3  | 4  |
| Spanien   | 5 | 2 | 0 | 3 | 124 | 133 | −9  | 4  |
| Danmark   | 5 | 1 | 0 | 4 | 118 | 133 | −15 | 2  |

| Inbördes möten avgör placering när tre lag hamnar på samma poäng. |

| Datum       | Spelplats |          |           | Resultat | Typ av match |
| ----------- | --------- | -------- | --------- | -------- | ------------ |
| 12 december | Stockholm | Kroatien | Spanien   | 27 – 29  | Mellanrundan |
| 12 december | Stockholm | Ryssland | Frankrike | 25 – 24  | Mellanrundan |
| 12 december | Stockholm | Sverige  | Danmark   | 27 – 22  | Mellanrundan |
| 13 december | Stockholm | Kroatien | Frankrike | 21 – 22  | Mellanrundan |
| 13 december | Stockholm | Sverige  | Spanien   | 24 – 19  | Mellanrundan |
| 13 december | Stockholm | Ryssland | Danmark   | 32 – 27  | Mellanrundan |
| 14 december | Stockholm | Sverige  | Frankrike | 23 – 28  | Mellanrundan |
| 14 december | Stockholm | Kroatien | Danmark   | 26 – 22  | Mellanrundan |
| 14 december | Stockholm | Ryssland | Spanien   | 31 – 24  | Mellanrundan |

## Slutspel

### Match om 5:e plats
| Lördag 16 december 2006 kl: 12:00 | Ungern     | 32 – 25 | Sverige      | Hovet, Stockholm Publik: 2.500 Domare: Liachovicius & Paskevicius, LTU |
| Lördag 16 december 2006 kl: 12:00 | Mehlmann 8 |         | Arfwidsson 9 | Hovet, Stockholm Publik: 2.500 Domare: Liachovicius & Paskevicius, LTU |

### Semifinaler
| Lördag 16 december 2006 kl: 14:30 | Tyskland | 29 – 33 | Ryssland | Hovet, Stockholm Publik: 3.100 Domare: Goulao & Macau, POR |
| Lördag 16 december 2006 kl: 14:30 | Jurack 8 |         | Turej 5  | Hovet, Stockholm Publik: 3.100 Domare: Goulao & Macau, POR |

| Lördag 16 december 2006 kl: 17:00 | Norge        | 28 – 24 | Frankrike             | Hovet, Stockholm Publik: 4.000 Domare: Laursen & Nielsen, DEN |
| Lördag 16 december 2006 kl: 17:00 | Hammerseng 8 |         | Spincer 5, Vanparys 5 | Hovet, Stockholm Publik: 4.000 Domare: Laursen & Nielsen, DEN |

### Bronsmatch
| Söndag 17 december 2006 kl: 13:30 | Frankrike | 29 – 25 | Tyskland | Hovet, Stockholm Publik: 4.000 Domare: Hagen & Hallberg, SWE |
| Söndag 17 december 2006 kl: 13:30 | Spincer 7 |         | Jurack 7 | Hovet, Stockholm Publik: 4.000 Domare: Hagen & Hallberg, SWE |

### Final
| Söndag 17 december 2006 kl: 16:00 | Norge      | 27 – 24 (16–12) | Ryssland                     | Hovet, Stockholm Publik: 5.000 Domare: Baum & Goralczyk, POL |
| Söndag 17 december 2006 kl: 16:00 | Johansen 9 |                 | Poljonova 6, Poltoratskaja 6 | Hovet, Stockholm Publik: 5.000 Domare: Baum & Goralczyk, POL |

| Europamästare: Norge (tredje titeln) |

## Skytteliga
| Plats | Spelare              | Mål | Lag        |
| ----- | -------------------- | --- | ---------- |
| 1     | Nadine Krause        | 58  | Tyskland   |
| 2     | Karolina Kudlacz     | 48  | Polen      |
| 3     | Tanja Logvin         | 45  | Österrike  |
| 4     | Kari Mette Johansen  | 41  | Norge      |
| 4     | Gro Hammerseng       | 41  | Norge      |
| 4     | Grit Jurack          | 41  | Tyskland   |
| 7     | Marina Naukovic      | 40  | Makedonien |
| 8     | Ibolya Mehlmann      | 37  | Ungern     |
| 9     | Angélique Spincer    | 35  | Frankrike  |
| 10    | Jelena Poljonova     | 34  | Ryssland   |
| 10    | Susana Fraile Celaya | 34  | Spanien    |

## All-star
Gro Hammerseng utsågs till turneringens mest värdefulla spelare.
Till All-starlaget utsågs följande spelare:
- Målvakt: Inna Suslina (Ryssland)
- Högersexa: Annika Wiel Fredén (Sverige)
- Högernia: Ibolya Mehlmann (Ungern)
- Mittnia: Gro Hammerseng (Norge)
- Mittsexa: Ljudmila Bodnijeva (Ryssland)
- Vänsternia: Nadine Krause (Tyskland)
- Vänstersexa: Kari Mette Johansen (Norge)

## Slutplaceringar
| 1  | Norge         |
| 2  | Ryssland      |
| 3  | Frankrike     |
| 4  | Tyskland      |
| 5  | Ungern        |
| 6  | Sverige       |
| 7  | Kroatien      |
| 8  | Polen         |
| 9  | Spanien       |
| 10 | Österrike     |
| 11 | Danmark       |
| 12 | Makedonien    |
| 13 | Ukraina       |
| 14 | Serbien       |
| 15 | Nederländerna |
| 16 | Slovenien     |

### Fotnoter
1. ↑  Zendry Svärdkrona (17 december 2006). ”Norge försvarade EM-guldet”. Sportbladet. http://www.aftonbladet.se/sportbladet/handboll/article11017873.ab. Läst 10 december 2015.